# ザク・マリンタイプ
ザク・マリンタイプ (ZAKU MARINE TYPE) は、「ガンダムシリーズ」に登場する架空の兵器。有人操縦式の人型ロボット兵器「モビルスーツ」（MS）のひとつ。初出は、テレビアニメ『機動戦士ガンダム』のプラモデル販促企画である『モビルスーツバリエーション』（MSV）。
作中の軍事勢力のひとつである「ジオン公国軍」量産機「ザクII」の水中戦仕様。のちに「水陸両用MS」と呼ばれる系統の発端となった機体でもある。「水中用ザク」「水中型ザク」と呼称・表記されることもある。1985年に放送されたテレビアニメ『機動戦士Ζガンダム』では、「マリン・ハイザック」という呼称で登場する。
当記事では、各派生機の解説も記述する。

## 設定解説
一年戦争時に地球に侵攻したジオン公国軍は、地球上のさまざまな地形、気候などの環境に対応したMSを開発する必要に迫られた。本機はその中でも、地表の7割を占める海洋に適応するべく開発された機体である。
当初はザクII F型をベースに開発が行われ（C型の改造機とした資料もあり）、浮沈のためのバラストタンク、推進用のハイドロジェットエンジンを設け、関節部分のシーリングなどの改造を受けたが、水深400メートルの水圧に耐えられる設計が要求された結果、大半のパーツが新設計に置き換えられた。武装は固定装備として頭部に60ミリ機関砲を2門、オプションとしてブラウニーM8型4連装180mmロケットポッドを胸部に設置可能。腕部携帯武器としてM6-G型4連装240mmサブロックガン（水中戦用ロケット砲）が用意されている。5機の試作機が西大西洋の潜水艦隊「シーサーペント」に配備されたが、要求性能を満たすことはできず、ザクベースの水陸機開発はここで断念されることとなる。当初の型式番号はMS-06のM型として承認されていたが、水陸用MS開発が本格化した段階で型式番号をMSM-01に変更され、2機が追加製造されている。本機のデータを基にツィマット社製の水中実験機が完成し、さらなる改良によりゴッグとして量産化が決定している。製造されたマリンタイプ7機は倉庫行きとなったが、戦争末期の地中海上陸侵攻作戦に際して全機実戦配備され、「レッドドルフィン」「シーサーペント」各部隊に2機、「グリーンサイレン」「ナーガIII」「マンタレイ」各部隊に1機ずつ送られている。レッドドルフィン所属機では頭部機関砲にカバーをつけて塞いだ機体も存在する。
本機はM-1型とM-2型の2種の試作機が製造されたとする資料が存在する。それによると、M-1型は耐圧性能は低いが、水中航行速度はM-2型より優れ、M-2型はM-1型のテスト運用時のデータを反映し、関節部の防水シーリング、モノアイ保護用のシーリング追加など、信頼性が向上している。その後、一年戦争が地球連邦軍側の勝利によって終結し、ジオン公国が所有していた多くの兵器が地球連邦軍に接収される。マリンタイプも当時残存していた全機が連邦軍の手に渡り、M-1型はダカール基地に、M-2型もニューギニア基地にそれぞれ配備されたとされている。なおザク・マリナーがM-1型、マリン・ハイザックがM-2型の改修機とされる。
劇中での活躍
漫画・アニメ『機動戦士ガンダム サンダーボルト』では、地上のジオン残党軍、および反連邦勢力「南洋同盟」のMSとして登場。試作機であった原典とは異なり相当数が量産されており、ビームサーベルを装備している。
漫画『機動戦士ガンダム MS IGLOO 603』では、試作水中ビーム砲「エーギル」の射撃運用実験に本機が使用されている。パイロットはギュンター・ローズマン曹長。
ウェブコミック『機動戦士ガンダム フラナガン・ブーン戦記』では、「ナーガIII」隊隊長となるブーンが搭乗する。隊長となったあとの機体は、左肩に "NAGA III" の部隊名と「赤い鯱」をモチーフとする部隊章が描かれている。シャア専用ザクと模擬戦をおこなうが、左肩関節を破壊され、ヒート・ホークで首を跳ねられ敗北する。その後、頭部と左腕をヅダのものに交換してマッド・アングラーに配備される。また、元連邦軍で公国軍の捕虜となったサクア・レノウ中佐が脱走した際に本機を奪取して搭乗している。
漫画『アウターガンダム』には、ザクII改に類似した形状を持つ水陸両用のザクが登場しているが、これがザク・マリンタイプのデザインをリメイクしたものなのか、ザク・マリンタイプとは別個の機種なのかは不明。マッド・アングラー級潜水母艦「ヴォークト」に搭載されており、僚機のズゴックEとともに東京都臨海部副都心で暴走するファントムシステムを搭載したジム・コマンドの鎮圧に当たっている。
備考　
画稿の初出は1981年5月15日発行の『劇場版 機動戦士ガンダム アニメグラフブック』で、「深海作業用ザク」の名称で掲載。その後プラモデル企画『モビルスーツバリエーション』（MSV）の一環に組み入れられ、用途は作業用ではなく戦闘用、可潜深度は深海ではなく100m以内、と、潜水能力を有するという点と外観のデザイン以外の設定は一変させられた。
MSV展開以前の資料では、「出力低下により、戦闘には適さない作業用」とされていた。

### マリン・ハイザック
ザク・マリンタイプはテレビアニメ『機動戦士Ζガンダム』にマリン・ハイザック（またはマリンハイザック）の名で登場する。番組中に登場するMSV出典機で唯一名前が変更されているが、多くの資料では名前以外の差異は説明していない。設定書では「ザク・マリンタイプ」または「水中型ザク」と表記されており、放送当時の関連書籍やツクダホビーから発売されたシミュレーションゲームなどでも同様の名称で登場している。
放送当時発売されたプラモデル「1/144 マリンハイザック」取扱説明書ではザク・マリンタイプとは別個の設定が与えられている。本説明書では「水中用ハイザック」の名でも掲載されており、大戦後にハイザックのプロトタイプである「RX-106」の水陸両用型として少数生産されたものとされる。旧型のMS-06Mと違い、全天周囲モニター・リニアシート化や熱核エンジンの換装・フレームの改良によって性能が向上している。
公式外伝『A.O.Z Re-Boot』にて、当初はRX-106ハイザック試作型をベースに新規開発された機体が「マリン・ハイザック」であったが、ハイザックベースの新規生産機は不採用となり、「マリン・ハイザック」の名称はそのまま、ハイザックと同型のコンポーネントを搭載したザク・マリンタイプの改良型に変更されたと設定された。
その他の資料での記述としては、戦後接収した機体をハイザックのコクピットに換装し、「マリン・ハイザック」の名称で呼んだとするものや、河川や港湾等の復旧・整備のニーズから、ザクII F型や陸戦型ザクIIのパーツを流用して新規に生産したというものがある。
劇中での活躍
アニメ『機動戦士Ζガンダム』では、カミーユ・ビダンらが地球上でアウドムラを拠点に行動している第18話にて登場する。カミーユの乗るガンダムMk-IIに4機がかりで挑んだが、海上に誘導して攻撃という戦法で全機撃破されている。
アニメ雑誌「ニュータイプ」の付録にシロナガスクジラの生態調査をする2機のマリン・ハイザックが描かれたイラストのポスターがあった（のちにスニーカー文庫『機動戦士ガンダム』3巻に掲載）。イラストは末弥純の手による。
小説『ADVANCE OF Ζ 刻に抗いし者』では地球連邦軍太平洋艦隊の所属機として登場。既にカラバ側に流出していたザク・マリナーと比較し、彼らの機体が旧型であることが指摘されている。
ゲームブック『機動戦士Ζガンダム ジェリド出撃命令』では、主人公ジェリド・メサの愛機の1つとして選択可能の他、敵機としても登場する。武装の水中用ロケットガン（サブロックガン）は装弾数30発に設定され、水中では威力の上がる強力な火器としてデータ化されている。

## MIP社水中試験型MS
漫画『機動戦士ガンダム MSV-R ジョニー・ライデンの帰還』に登場するジオン公国軍の水陸両用MS。本編作中では単に「特殊戦機」と呼ばれており、名称は「ガンダムエース」付録のアーカイブブックが初出。
MIP社が開発した、ザクを原型とした水陸両用の特殊戦機。流線型の頭部が特徴。水中での低観測性を重視した機体で、音波吸収拡散能力と静粛性に極めて優れており、無音潜行が可能。その反面、運動性および機動性は通常の水陸両用MSを下回るものになっている。武装は対MS魚雷など。
一年戦争終結後もジオン軍残党として行動を続けていた特殊戦部隊であるユーコン級潜水艦「U-47」に数機が艦載されており、宇宙世紀0090年に発生したジョニー・ライデンを巡る紛争の中、大西洋で民間軍事会社「テミス」所属のラムズゴック部隊と交戦。1機が撃沈され、残存機も地球連邦軍に機密である本機が渡ることを防ぐために処分された。
元は雑誌「電撃ホビーマガジン」「ガンダムエース」およびウェブサイト「GUNDAM.INFO」共催の「『機動戦士ガンダムMSV-R』モデリングコンテスト」で最優秀賞に選出された、チアキ・バチスタ!!による模型作例「MIP社水陸両用MS実験機」。なお、同コンテストの際に制作者によって与えられていた設定は『ジョニー・ライデンの帰還』でのものとは異なる。

## ザク・マリナー
テレビアニメ『機動戦士ガンダムΖΖ』、小説及びOVA『機動戦士ガンダムUC』に登場。
一年戦争終結後に地球連邦軍が旧ジオン公国軍から接収し運用されていたザク・マリンタイプ（M-1型とする説もある）を発展・改良させ、連邦のジャブロー工廠にて生産した機体。耐圧性の実験過程から全身のボディパーツ（外装）を新造のものに置き換えていたザク・マリンタイプ（マリン・ハイザック）とは異なり、ハイドロジェットパックなどの水中装備を半アタッチメント化している。機体そのものは接収した既存のザクIIの外装を流用しているのが特徴で、これにより生産性は向上。整備性、運用面においても扱いやすい機体となっている。この機体は第一次ネオ・ジオン抗争時、ネオ・ジオンが地球連邦本部のあるダカールを制圧した際に接収され、再びジオン側の機体として使用されることになった。当時ネオ・ジオン側にはカプールが新規に開発されていたが、兵士らは海のない宇宙で作られたカプールよりも地球製のザク・マリナーの方を信頼性が高いと考え好んで使用していた。
バリエーションとして、アニメでは一般用と指揮官用の2種、放映当時に発売されたプラモデルの取扱説明書に掲載のシュノーケルカメラ装備型の計3種が存在している。一般型は額にロッドアンテナ、指揮官用はブレードアンテナを装備。シュノーケルカメラ仕様は一般用をベースに左側頭部に潜望鏡タイプの有線カメラを装備したもので、潜水時に海上へとカメラを伸ばし、周囲上空の偵察を行うことが可能。
脚部のハイドロジェットは陸上使用時には外すことができる。また、バックパックは換装が可能となっており、一般的なタイプの他に、水上航行を可能とする可変式推進器を2基備えた別タイプのものが存在する。このバックパックと腕部マグネット・ハーケンも、脚部ハイドロジェットと同様にパイロットの任意で除装可能とする資料もある。この水中用装備が陸上使用時で外せるシステムは、ゼー・ズールにも使用されている。
武装は肩部（3×2）＆背部（8）サブロック（ミサイル）・ランチャー、他機による曳航や敵機の位置探査に用いる左腕部マグネット・ハーケンといった固定装備の他に、専用のサブロック・ガン（「スプレー・ミサイル・ガン」とも呼ばれる）を携帯する。ダカール周辺ではザク・マリンタイプと同型のサブロック・ガンを持った機体も登場し、劇中では主にこちらが活躍している。書籍『機動戦士ガンダムUC カトキハジメ メカニカルアーカイブス』では、ディザート・ザクの3連ミサイルポッドと小型シールドを右腕に装備した機体も描かれている。
『ΖΖ』劇中では、シーンによってはザクIのようにモノアイ・レールの正面にプロテクティブ・ビームが描かれている。
MSVの機体と混同された例があり、ゲーム『機動戦士ガンダム ギレンの野望』（セガサターン版）や『Mobile Suit GUNDAM MSVS』では、「ザクマリンタイプ」の外見がザク・マリナーのものになっている。
劇中での活躍
『ΖΖ』第24話に登場。アフリカ沿岸の洞穴を拠点とするジオン軍残党の小隊によって運用される。5機のうち4機に隊長、エイン、ビーツ、そして現地徴用した漁師が搭乗し、タマンが搭乗するカプールとともに海中からアーガマに接近し攻撃を仕掛けようとするが、直前でΖΖガンダムに阻まれる。漁師の機体は敵前逃亡として隊長機に撃破され、隊長機はΖΖガンダムに撃破される。エイン機とビーツ機は撤退し拠点に帰投するが、カプールの特攻により拠点ごと破壊される。
小説『ADVANCE OF Ζ 刻に抗いし者』ではグリプス戦役前半に連邦軍からカラバに流出した機体が登場し、ジオン残党から合流したメンバーによって運用され、大きな戦果を上げる。この時点では新型機とされていた。
アニメ『機動戦士ガンダムUC』では、トリントン湾岸基地襲撃に2機が参加。小説版によれば、これらはニューギニアに潜伏していたジオン軍残党「シンブ根拠地隊」の機体とされる。海上からのミサイル攻撃によって連邦軍の動きを牽制し、ジオン残党軍の上陸を成功させる。しかし上陸後、1機は倉庫内からの攻撃で撃破される。漫画『機動戦士ガンダムUC 星月の欠片』での描写によると、この攻撃は未完成のバイアラン・カスタム2号機によるものとされる。もう1機はバイアラン・カスタム1号機のメガ粒子砲を受けるが、撃破されたかは不明。
デザイン
当初の設定ではネオ・ジオンが宇宙から持ち込んだ機体とされ、ザクIIIを水陸両用型にしたもの（この時点でのザクIIIのデザインは未決定）と考えられていた。
本機の初期デザインは近藤和久、小田雅弘、あさのまさひこによってそれぞれ異なるデザインが提示されたが、『ΖΖ』監督の富野由悠季より「むしろ、ザクらしいフォルムを」との指示があり、あさのがザクIIとほぼ変わらないデザインを経て提出したデザインを小田がクリーンアップ、明貴美加が脛部ユニットを追加して決定稿となった。名前はアメコミヒーローの「サブマリナー」からとられたという。放送当時のプラモデルは高機動型ザクIIの金型を流用している。

## ザク・ダイバー
『ΖΖ-MSV』として分類される地球連邦軍の水陸両用MS。
深海作業用に開発されたザク・マリンタイプ（マリン・ハイザック）の改造機で、従来の水陸両用MSを上回る深海潜行能力を備えている。型式番号はザク・マリナー同様ジャブローで開発されたことを示している。
本機は『機動戦士ガンダムΖΖ』にMSVを登場させる際にデザインされたものとされる。
設定画が正面しか存在しないため、ゲーム『機動戦士ガンダム バトルオペレーション2』では背部デザインが新規に起こされた。同ゲームではサブロック・ガンの他、頭部に60mmバルカン砲を2門、右腕上部にマグネット・アンカー、左腕上部に連射式のハープーン・ガンを備えている。